# 哈吉帕夏
哈吉帕夏是奥斯曼帝国的一个政治家，他曾在1348年至1349年间担任奥斯曼帝国的大维齐尔（首相）。除了他曾担任过大维齐尔，没有其他更多的信息。